# Wāpuro rōmaji
 (septembre 2014).
Si vous disposez d'ouvrages ou d'articles de référence ou si vous connaissez des sites web de qualité traitant du thème abordé ici, merci de compléter l'article en donnant les références utiles à sa vérifiabilité et en les liant à la section « Notes et références ».
 (septembre 2014).
- Si vous ne connaissez pas le sujet, laissez ce bandeau (vous pouvez alors contacter les auteurs).
- Si vous supprimez le contenu mis en cause (vous pouvez préalablement contacter les auteurs),

argumentez précisément cette suppression dans la page de discussion
(un manque de référence n'est pas un argument ; une recherche réelle de référence doit avoir été effectuée, être formellement documentée).
Les termes wāpuro rōmaji (ワープロ・ローマ字), IME rōmaji (ＩＭＥローマ字) et orthographe kana désignent une romanisation du japonais, originellement inventée pour saisir du japonais dans les traitements de texte (en japonais wādo purosessā, de l'anglais word processor souvent abrégé en wāpuro) tout en utilisant un clavier occidental. Cette romanisation est désormais majoritairement employée dans les input method editors (IME). Ce type de romanisation est particulièrement populaire parmi les fans d'anime (otaku).
En japonais, le nom formel est rōmaji kana henkan (ローマ字かな変換), littéralement « conversion caractère latin – kana ». Une méthode de conversion a été normalisée sous le code JIS X 4063:2000 (Keystroke to KANA Transfer Method Using Latin Letter Key for Japanese Input Method).

## Conventions orthographiques
En pratique, il y a autant de variantes de wāpuro rōmaji que de fabricants de traitements de texte et d'IME. D'ordinaire, les romanisations Hepburn et Kunrei sont toutes les deux acceptées, de sorte que si (en Kunrei) et shi (en Hepburn) deviennent tous les deux し. Toutefois quelques conventions diffèrent des romanisations classiques :
- en raison de la difficulté à saisir des diacritiques comme les macrons et les accents circonflexes avec un clavier QWERTY standard — mais aussi de l'ambiguïté de ō qui représente à la fois おう et おお — il faut quasi universellement saisir les voyelles longues suivant les kanas, par exemple kou pour こう et koo pour こお ;
- on peut écrire des petits kanas en tapant juste avant un x ou un l (pour little), par exemple xa pour ぁ ou ltu pour っ. Ils sont couramment employés pour les combinaisons de katakana moderne comme ティ (ti en Hepburn), qui peut être obtenu en tapant texi. Toutefois, dans certains IME, le l est équivalent au r ;
- les écritures Nippon-shiki de ぢ et づ, à savoir di et du, sont volontiers utilisées pour entrer ces caractères facilement, en les différenciant de leur homophone respectif じ (ji en Hepburn) et ず (zu). Le di en Hepburn ディ sera donc saisi dexi ;
- il faut saisir les particules へ, は et を comme leur kana s'écrit (c'est-à-dire he, ha et wo respectivement) et non comme il se prononce ou se transcrit (e, wa et o), ce qui correspond également au Nippon-shiki ;
- le っ (petit tsu) peut être obtenu de deux façons. Soit grâce au signe de réduction (ltsu), soit en doublant la consonne qui le suit. Ainsi, まって s'écrira matte ;
- l'Hepburn tchi pour っち est souvent abandonné et cchi doit être utilisé à la place ;
- l'ancien Hepburn mma donne souvent っま au lieu du んま voulu (nma). Mais ce n'est pas un problème pour le Hepburn modifié qui élimine les formes -mm- en faveur de -nm- ;
- le n syllabique ん est souvent noté nn, même si habituellement le n' standard est aussi accepté ;
- les syllabes ティ /ti/, スィ /si/ et トゥ /tu/, fréquentes dans les termes non japonais, peuvent également être obtenues avec l'IME de Windows en tapant respectivement thi, swi et twu ;
- certains caractères spéciaux, qui ne se trouvent pas sur un clavier standard, sont obtenus en saisissant leur nom. Par exemple, dans certains IME, on peut obtenir ～ en tapant nami ou kara, ∴ en tapant tenten ou encore 〒 en tapant yuubin (code postal).